# Garbina (Chorwacja)
Garbina – wieś w Chorwacji, w żupanii istryjskiej, w mieście Poreč. W 2011 roku liczyła 68 mieszkańców.